# Zoltán Szabó (polityk)
Zoltán Gábor Szabó (ur. 4 listopada 1955 w Budapeszcie) – węgierski polityk, matematyk i samorządowiec, parlamentarzysta krajowy, w 2004 eurodeputowany V kadencji.

## Życiorys
Syn prawnika i tłumacza Árpáda i Márii, pracownicy banku. W 1980 ukończył studia matematyczne na Uniwersytecie Loránda Eötvösa, kształcił się też na Wolnym Uniwersytecie w Brukseli. W 1983 obronił doktorat, specjalizował się w topologii i teorii funkcji. Pracował jako nauczyciel akademicki na macierzystej uczelni, opublikował liczne prace naukowe i tłumaczył książki.
W 1977 wstąpił do Węgierskiej Socjalistycznej Partii Robotniczej, w 1989 należał w niej do tzw. frakcji reformatorskiej. W tym samym roku zaangażował się w działalność polityczną w ramach postkomunistycznej Węgierskiej Partii Socjalistycznej, został członkiem jej władz w stolicy. W 1990 wybrano go radnym VII dzielnicy Budapesztu – Erzsébetváros.
Od 1994 do 2010 zasiadał w Zgromadzeniu Narodowym. Od marca 1995 do lipca 1998 był sekretarzem stanu ds. politycznych w ministerstwie kultury, zaś w latach 1998–2002 pozostawał burmistrzem dzielnicy Erzsébetváros. Od 2003 pełnił funkcję obserwatora w Parlamencie Europejskim, od maja do lipca 2004 sprawował mandat eurodeputowanego V kadencji w ramach delegacji krajowej (należał do frakcji socjalistycznej). Zasiadał również w Zgromadzeniu Parlamentarnym Rady Europy. Później związał się z Koalicją Demokratyczną.

## Życie prywatne
Żonaty, ma troje dzieci.